# Pallanuoto ai campionati mondiali di nuoto 2009 - Torneo maschile
La 13ª edizione del campionato mondiale di pallanuoto si è disputato all'interno del programma dei campionati mondiali di nuoto 2009, svoltisi nelle piscine del Complesso natatorio del Foro Italico di Roma.
Le gare si sono giocate dal 20 luglio al 1º agosto 2009. Hanno preso parte al torneo 16 squadre, tra le quali Montenegro e Macedonia erano al loro esordio nella rassegna. Le squadre sono state suddivise inizialmente in quattro gironi preliminari, al termine dei quali le prime classificate hanno avuto accesso diretto ai quarti, mentre le seconde si sono incrociate con le terze nei play-off.
La Serbia, battendo in finale la Spagna ai tiri di rigore, ha conquistato il suo primo titolo mondiale dopo lo scioglimento della Jugoslavia prima e in seguito della federazione con il Montenegro.

## Fase preliminare

### Gironi
Il sorteggio dei gironi preliminari è stato effettuato il 17 aprile 2009 presso la Sala Convegni del Foro Italico. Le squadre erano suddivise nelle seguenti fasce:
Fascia 1
- Montenegro
- Serbia
- Stati Uniti
- Ungheria

Fascia 2
- Canada
- Croazia
- Italia
- Spagna

Fascia 3
- Australia
- Brasile
- Germania
- Macedonia del Nord

Fascia 4
- Kazakistan
- Cina
- Romania
- Sudafrica

Il sorteggio ha avuto il seguente esito:
| Gruppo A  | Gruppo B   | Gruppo C   | Gruppo D           |
| --------- | ---------- | ---------- | ------------------ |
| Canada    | Brasile    | Australia  | Italia             |
| Germania  | Cina       | Kazakistan | Macedonia del Nord |
| Sudafrica | Croazia    | Serbia     | Romania            |
| Ungheria  | Montenegro | Spagna     | Stati Uniti        |

|  | Qualificate per i quarti di finale |
|  | Qualificate per il secondo round   |
|  | Gioca per il 13º-15º posto         |

### Gruppo A
| Pos. | Squadra   | Pt | G | V | N | P | GF | GS | DR  |
| ---- | --------- | -- | - | - | - | - | -- | -- | --- |
| 1    | Ungheria  | 5  | 3 | 2 | 1 | 0 | 37 | 18 | +19 |
| 2    | Canada    | 4  | 3 | 2 | 0 | 1 | 23 | 20 | +3  |
| 3    | Germania  | 3  | 3 | 1 | 1 | 1 | 25 | 16 | +9  |
| 4    | Sudafrica | 0  | 3 | 0 | 0 | 3 | 10 | 41 | -31 |

| # gara | Data      | Ora   | Gara      | Gara | Gara     |
| ------ | --------- | ----- | --------- | ---- | -------- |
| 1      | 20 luglio | 09:30 | Sudafrica | 4-14 | Germania |
| 2      | 20 luglio | 10:50 | Canada    | 6-15 | Ungheria |
| 14     | 22 luglio | 18:20 | Ungheria  | 7-7  | Germania |
| 15     | 22 luglio | 19:40 | Sudafrica | 1-12 | Canada   |
| 20     | 24 luglio | 13:30 | Sudafrica | 5-15 | Ungheria |
| 21     | 24 luglio | 17:00 | Canada    | 5-4  | Germania |

### Gruppo B
| Pos. | Squadra    | Pt | G | V | N | P | GF | GS | DR  |
| ---- | ---------- | -- | - | - | - | - | -- | -- | --- |
| 1    | Croazia    | 6  | 3 | 3 | 0 | 0 | 37 | 12 | +25 |
| 2    | Montenegro | 4  | 3 | 2 | 0 | 1 | 38 | 20 | +18 |
| 3    | Cina       | 2  | 3 | 1 | 0 | 2 | 18 | 34 | -16 |
| 4    | Brasile    | 0  | 3 | 0 | 0 | 3 | 12 | 39 | -27 |

| # gara | Data      | Ora   | Gara       | Gara | Gara    |
| ------ | --------- | ----- | ---------- | ---- | ------- |
| 3      | 20 luglio | 12:10 | Montenegro | 14-4 | Cina    |
| 4      | 20 luglio | 13:30 | Croazia    | 11-2 | Brasile |
| 9      | 22 luglio | 09:30 | Brasile    | 5-9  | Cina    |
| 10     | 22 luglio | 10:50 | Montenegro | 5-11 | Croazia |
| 22     | 24 luglio | 18:20 | Montenegro | 19-5 | Brasile |
| 23     | 24 luglio | 19:40 | Croazia    | 15-5 | Cina    |

### Gruppo C
| Pos. | Squadra    | Pt | G | V | N | P | GF | GS | DR  |
| ---- | ---------- | -- | - | - | - | - | -- | -- | --- |
| 1    | Spagna     | 6  | 3 | 3 | 0 | 0 | 35 | 24 | +11 |
| 2    | Serbia     | 3  | 3 | 1 | 1 | 1 | 37 | 22 | +15 |
| 3    | Australia  | 3  | 3 | 1 | 1 | 1 | 32 | 28 | +4  |
| 4    | Kazakistan | 0  | 3 | 0 | 0 | 3 | 15 | 45 | -30 |

| # gara | Data      | Ora   | Gara       | Gara  | Gara      |
| ------ | --------- | ----- | ---------- | ----- | --------- |
| 5      | 20 luglio | 17:00 | Kazakistan | 7-14  | Australia |
| 6      | 20 luglio | 18:20 | Serbia     | 9-11  | Spagna    |
| 11     | 22 luglio | 12:10 | Spagna     | 13-10 | Australia |
| 12     | 22 luglio | 13:30 | Kazakistan | 3-20  | Serbia    |
| 17     | 24 luglio | 09:30 | Kazakistan | 5-11  | Spagna    |
| 18     | 24 luglio | 10:50 | Serbia     | 8-8   | Australia |

### Gruppo D
| Pos. | Squadra            | Pt | G | V | N | P | GF | GS | DR  |
| ---- | ------------------ | -- | - | - | - | - | -- | -- | --- |
| 1    | Stati Uniti        | 6  | 3 | 3 | 0 | 0 | 29 | 19 | +10 |
| 2    | Romania            | 4  | 3 | 2 | 0 | 1 | 17 | 16 | +1  |
| 3    | Italia             | 2  | 3 | 1 | 0 | 2 | 25 | 20 | +5  |
| 4    | Macedonia del Nord | 0  | 3 | 0 | 0 | 3 | 15 | 31 | -16 |

| # gara | Data      | Ora   | Gara               | Gara | Gara               |
| ------ | --------- | ----- | ------------------ | ---- | ------------------ |
| 7      | 20 luglio | 19:40 | Macedonia del Nord | 4-6  | Romania            |
| 8      | 20 luglio | 21:00 | Stati Uniti        | 9-8  | Italia             |
| 13     | 22 luglio | 17:00 | Stati Uniti        | 13-6 | Macedonia del Nord |
| 16     | 22 luglio | 21:00 | Romania            | 6-5  | Italia             |
| 19     | 24 luglio | 12:10 | Stati Uniti        | 7-5  | Romania            |
| 24     | 24 luglio | 21:00 | Macedonia del Nord | 5-12 | Italia             |

## Fase finale

### Tabellone principale
|  | Playoff                | Playoff                |                        |                        | Quarti di finale       | Quarti di finale       |                        |                        | Semifinali      | Semifinali |  |  | Finale | Finale |
|  |                        |                        |                        |                        |                        |                        |                        |                        |                 |            |  |  |        |        |
|  |                        |                        |                        |                        | 28 luglio 2009 - 14:00 |                        |                        |                        |                 |            |  |  |        |        |
|  | 26 luglio 2009 - 21:00 |                        |                        |                        |                        |                        |                        |                        |                 |            |  |  |        |        |
|  | Ungheria               | 9                      |                        |                        |                        |                        |                        |                        |                 |            |  |  |        |        |
|  | Ungheria               | 9                      | Serbia                 | 7                      | 30 luglio 2009 - 16:50 | 30 luglio 2009 - 16:50 |                        |                        |                 |            |  |  |        |        |
|  |                        | Serbia                 | Serbia                 | 7                      | 30 luglio 2009 - 16:50 | 30 luglio 2009 - 16:50 | 10                     |                        |                 |            |  |  |        |        |
|  | Italia                 | Serbia                 | 5                      |                        | Serbia                 | 12                     | 10                     |                        |                 |            |  |  |        |        |
|  | Italia                 | 28 luglio 2009 - 16:40 | 5                      |                        | Serbia                 | 12                     |                        |                        |                 |            |  |  |        |        |
|  | 26 luglio 2009 - 16:50 | 26 luglio 2009 - 16:50 |                        | Croazia                | 11                     |                        |                        |                        |                 |            |  |  |        |        |
|  | 26 luglio 2009 - 16:50 | 26 luglio 2009 - 16:50 | Croazia                | Croazia                | 11                     | 7                      |                        |                        |                 |            |  |  |        |        |
|  | Romania                | 7                      | Croazia                |                        |                        | 7                      | 1º agosto 2009 - 21:00 | 1º agosto 2009 - 21:00 |                 |            |  |  |        |        |
|  | Romania                | 7                      |                        | Romania                | 5                      |                        | 1º agosto 2009 - 21:00 | 1º agosto 2009 - 21:00 |                 |            |  |  |        |        |
|  | Australia              | 5                      |                        | Romania                | 5                      | Serbia                 | 14                     |                        |                 |            |  |  |        |        |
|  | Australia              | 5                      | 28 luglio 2009 - 21:00 |                        |                        | Serbia                 | 14                     |                        |                 |            |  |  |        |        |
|  | 26 luglio 2009 - 11:40 | 26 luglio 2009 - 11:40 |                        | Spagna                 | 13                     |                        |                        |                        |                 |            |  |  |        |        |
|  | 26 luglio 2009 - 11:40 | 26 luglio 2009 - 11:40 | Spagna                 | Spagna                 | 13                     | 11                     |                        |                        |                 |            |  |  |        |        |
|  | Canada                 | 9                      | Spagna                 | 30 luglio 2009 - 21:00 | 30 luglio 2009 - 21:00 | 11                     |                        |                        |                 |            |  |  |        |        |
|  | Canada                 | 9                      |                        | 30 luglio 2009 - 21:00 | 30 luglio 2009 - 21:00 | Canada                 | 4                      |                        |                 |            |  |  |        |        |
|  | Cina                   | 5                      |                        | Spagna                 | 7                      | Canada                 | 4                      | Finale 3º posto        | Finale 3º posto |            |  |  |        |        |
|  | Cina                   | 5                      | 28 luglio 2009 - 15:20 | Spagna                 | 7                      |                        |                        | Finale 3º posto        | Finale 3º posto |            |  |  |        |        |
|  | 26 luglio 2009 - 15:30 | 26 luglio 2009 - 15:30 |                        | Stati Uniti            | 6                      |                        | 1º agosto 2009 - 16:00 | 1º agosto 2009 - 16:00 |                 |            |  |  |        |        |
|  | 26 luglio 2009 - 15:30 | 26 luglio 2009 - 15:30 | Stati Uniti            | Stati Uniti            | 6                      | 8                      | 1º agosto 2009 - 16:00 | 1º agosto 2009 - 16:00 |                 |            |  |  |        |        |
|  | Montenegro             | 8                      | Stati Uniti            |                        |                        | 8                      | Croazia                | 8                      |                 |            |  |  |        |        |
|  | Montenegro             | 8                      |                        | Germania               | 5                      |                        | Croazia                | 8                      |                 |            |  |  |        |        |
|  | Germania               | 9                      |                        | Germania               | 5                      | Stati Uniti            | 6                      |                        |                 |            |  |  |        |        |
|  | Germania               | 9                      |                        |                        |                        | Stati Uniti            | 6                      |                        |                 |            |  |  |        |        |

#### Play-off
| Arbitri: | Ćirić (SRB) Flahive (AUS) |

|            |           |       |
| 3: Feltham | Marcatori | 2: Yu |

| Arbitri: | Kiszelly (HUN) Gomez (ITA) |

|                      |           |          |
| 2: Janović, Zloković | Marcatori | 3: Savic |

| Arbitri: | Borrell (ESP) Margeta (SLO) |

|                  |           |                         |
| 2: Radu, Diaconu | Marcatori | 2: Campbell, Richardson |

| Arbitri: | Tulga (TUR) Stavropoulos (GRE) |

|             |           |                 |
| 2: Udovičić | Marcatori | 3: A.Calcaterra |

#### Quarti di finale
| Arbitri: | Gomez (ITA) Borrell (ESP) |

|         |           |                         |
| 3: Kiss | Marcatori | 3: Udovičić, Prlainović |

| Arbitri: | Margeta (SLO) Peris (CRO) |

|                |           |            |
| 1: 8 giocatori | Marcatori | 2: Politze |

| Arbitri: | Turcotte (CAN) Sadekov (RUS) |

|                    |           |         |
| 2: Burić, Bošković | Marcatori | 3: Radu |

| Arbitri: | Brguljan (MNE) Flahive (AUS) |

|           |           |                |
| 3: García | Marcatori | 1: 4 giocatori |

#### Semifinali
| Arbitri: | Gomez (ITA) Kiszelly (HUN) |

|              |           |             |
| 4: Filipović | Marcatori | 3: Bošković |

| Arbitri: | Margeta (SLO) Brguljan (MNE) |

|           |           |           |
| 3: Molina | Marcatori | 2: Powers |

#### Finale 3º posto
| Arbitri: | Borrell (ESP) Flahive (AUS) |

|                     |           |            |
| 2: Barač, Obradović | Marcatori | 2: Azevedo |

#### Finale
| Arbitri: | Margeta (SLO) Koganov (AZE) |

|             |           |           |
| 5: Udovičić | Marcatori | 3: Molina |

### Tabellone 5º-8º posto
|  | 5º-8º posto | 5º-8º posto | 5º-8º posto |          |          | 5º posto | 5º posto | 5º posto |  |
|  |             |             |             |          |          |          |          |          |  |
|  | Ungheria    | Ungheria    | 13          |          |          |          |          |          |  |
|  | Ungheria    | Ungheria    | 13          |          |          |          |          |          |  |
|  | Romania     | Romania     | 8           |          |          |          |          |          |  |
|  | Romania     | Romania     | 8           |          | Ungheria | Ungheria | 9        |          |  |
|  |             |             |             |          | Ungheria | Ungheria | 9        |          |  |
|  |             |             | Germania    | Germania | 6        |          |          |          |  |
|  | Canada      | Canada      | Germania    | Germania | 6        | 5        |          |          |  |
|  | Canada      | Canada      |             |          |          | 5        |          |          |  |
|  | Germania    | Germania    | 9           |          |          | 7º posto | 7º posto | 7º posto |  |
|  | Germania    | Germania    | 9           |          |          |          |          |          |  |
|  |             |             |             |          |          |          |          |          |  |
|  |             |             |             |          |          | Romania  | Romania  | 9        |  |
|  |             |             |             |          |          | Romania  | Romania  | 9        |  |
|  |             |             |             |          |          | Canada   | Canada   | 6        |  |

#### Semifinali
| Arbitri: | Borrell (ESP) Sadekov (RUS) |

|         |           |                |
| 3: Kiss | Marcatori | 1: 8 giocatori |

| Arbitri: | Tulga (TUR) Koganov (AZE) |

|                 |           |            |
| 2: Boyd, Diggle | Marcatori | 4: Politze |

#### Finale 7º e 8º posto
| Arbitri: | Ćirić (SRB) Reemnet (NED) |

|                           |           |                  |
| 2: Radu, Matei, Georgescu | Marcatori | 2: Marks, Graham |

#### Finale 5º e 6º posto
| Arbitri: | Peris (CRO) Stavropoulos (GRE) |

|                |           |            |
| 3: Hosnyánszky | Marcatori | 3: Politze |

### Tabellone 9º-12º posto
|  | 9º-12º posto | 9º-12º posto | 9º-12º posto |            |           | 9º posto  | 9º posto  | 9º posto  |  |
|  |              |              |              |            |           |           |           |           |  |
|  | Italia       | Italia       | 6            |            |           |           |           |           |  |
|  | Italia       | Italia       | 6            |            |           |           |           |           |  |
|  | Australia    | Australia    | 8            |            |           |           |           |           |  |
|  | Australia    | Australia    | 8            |            | Australia | Australia | 7         |           |  |
|  |              |              |              |            | Australia | Australia | 7         |           |  |
|  |              |              | Montenegro   | Montenegro | 8         |           |           |           |  |
|  | Cina         | Cina         | Montenegro   | Montenegro | 8         | 5         |           |           |  |
|  | Cina         | Cina         |              |            |           | 5         |           |           |  |
|  | Montenegro   | Montenegro   | 13           |            |           | 11º posto | 11º posto | 11º posto |  |
|  | Montenegro   | Montenegro   | 13           |            |           |           |           |           |  |
|  |              |              |              |            |           |           |           |           |  |
|  |              |              |              |            |           | Italia    | Italia    | 14        |  |
|  |              |              |              |            |           | Italia    | Italia    | 14        |  |
|  |              |              |              |            |           | Cina      | Cina      | 7         |  |

#### Semifinali
| Arbitri: | Ghafouri (IRI) Damčevski (MKD) |

|       |           |             |
| 4: Yu | Marcatori | 3: Gojković |

| Arbitri: | Ćirić (SRB) Spiegel (GER) |

|                 |           |             |
| 3: A.Calcaterra | Marcatori | 3: Campbell |

#### Finale 11º e 12º posto
| Arbitri: | Matache (ROU) Rotsart (USA) |

|            |           |          |
| 5: Aicardi | Marcatori | 3: Liang |

#### Finale 9º e 10º posto
| Arbitri: | Balfanbayev (AZE) Stavropoulos (GRE) |

|             |           |           |
| 2: Campbell | Marcatori | 3: Ivović |

### Tabellone 13º-16º posto
|  | 13º-16º posto      | 13º-16º posto      | 13º-16º posto      |                    |         | 13º posto  | 13º posto  | 13º posto |  |
|  |                    |                    |                    |                    |         |            |            |           |  |
|  | Sudafrica          | Sudafrica          | 7                  |                    |         |            |            |           |  |
|  | Sudafrica          | Sudafrica          | 7                  |                    |         |            |            |           |  |
|  | Brasile            | Brasile            | 8                  |                    |         |            |            |           |  |
|  | Brasile            | Brasile            | 8                  |                    | Brasile | Brasile    | 16         |           |  |
|  |                    |                    |                    |                    | Brasile | Brasile    | 16         |           |  |
|  |                    |                    | Macedonia del Nord | Macedonia del Nord | 15      |            |            |           |  |
|  | Kazakistan         | Kazakistan         | Macedonia del Nord | Macedonia del Nord | 15      | 4          |            |           |  |
|  | Kazakistan         | Kazakistan         |                    |                    |         | 4          |            |           |  |
|  | Macedonia del Nord | Macedonia del Nord | 11                 |                    |         | 15º posto  | 15º posto  | 15º posto |  |
|  | Macedonia del Nord | Macedonia del Nord | 11                 |                    |         |            |            |           |  |
|  |                    |                    |                    |                    |         |            |            |           |  |
|  |                    |                    |                    |                    |         | Sudafrica  | Sudafrica  | 6         |  |
|  |                    |                    |                    |                    |         | Sudafrica  | Sudafrica  | 6         |  |
|  |                    |                    |                    |                    |         | Kazakistan | Kazakistan | 5         |  |

#### Semifinali
| Arbitri: | Rotsart (USA) Knights (NZL) |

|                  |           |                  |
| 2: Le Roux, Bell | Marcatori | 2: Silva, Franco |

| Arbitri: | Spiegel (GER) Mernenko (UZB) |

|             |           |           |
| 2: Andreyev | Marcatori | 5: Krstić |

#### Finale 15º e 16º posto
| Arbitri: | Wengenroth (SUI) Koganov (AZE) |

|                 |           |                      |
| 2: Brown, Woods | Marcatori | 2: Gaidukov, Gorovoy |

#### Finale 13º e 14º posto
| Arbitri: | Moner (EGY) Pinker (RSA) |

|                       |           |           |
| 4: M.Franco, F.Franco | Marcatori | 4: Krstić |

## Classifica finale
| Pos.    | Squadra            |
| ------- | ------------------ |
| Oro     | Serbia             |
| Argento | Spagna             |
| Bronzo  | Croazia            |
| 4       | Stati Uniti        |
| 5       | Ungheria           |
| 6       | Germania           |
| 7       | Romania            |
| 8       | Canada             |
| 9       | Montenegro         |
| 10      | Australia          |
| 11      | Italia             |
| 12      | Cina               |
| 13      | Brasile            |
| 14      | Macedonia del Nord |
| 15      | Sudafrica          |
| 16      | Kazakistan         |

## Classifica marcatori
|  | Gol | Marcatore           | Squadra            |
|  | --- | ------------------- | ------------------ |
|  | 20  | Filip Filipović     | Serbia             |
|  | 18  | Xavier García       | Spagna             |
|  |     | Vanja Udovičić      | Serbia             |
|  | 14  | Marc Politze        | Germania           |
|  |     | Thomas Whalan       | Australia          |
|  | 12  | Tony Azevedo        | Stati Uniti        |
|  |     | Nikola Janović      | Montenegro         |
|  |     | Guillermo Molina    | Spagna             |
|  |     | Andrija Prlainović  | Serbia             |
|  | 11  | Miho Bošković       | Croazia            |
|  |     | Kevin Graham        | Canada             |
|  |     | Norbert Hosnyánszky | Ungheria           |
|  |     | Aleksandar Ivović   | Montenegro         |
|  |     | Dušan Krstić        | Macedonia del Nord |
|  |     | Nebojša Milić       | Macedonia del Nord |
|  |     | Cosmin Radu         | Romania            |
|  |     | Boris Zloković      | Montenegro         |